# Iuda Iscarioteanul

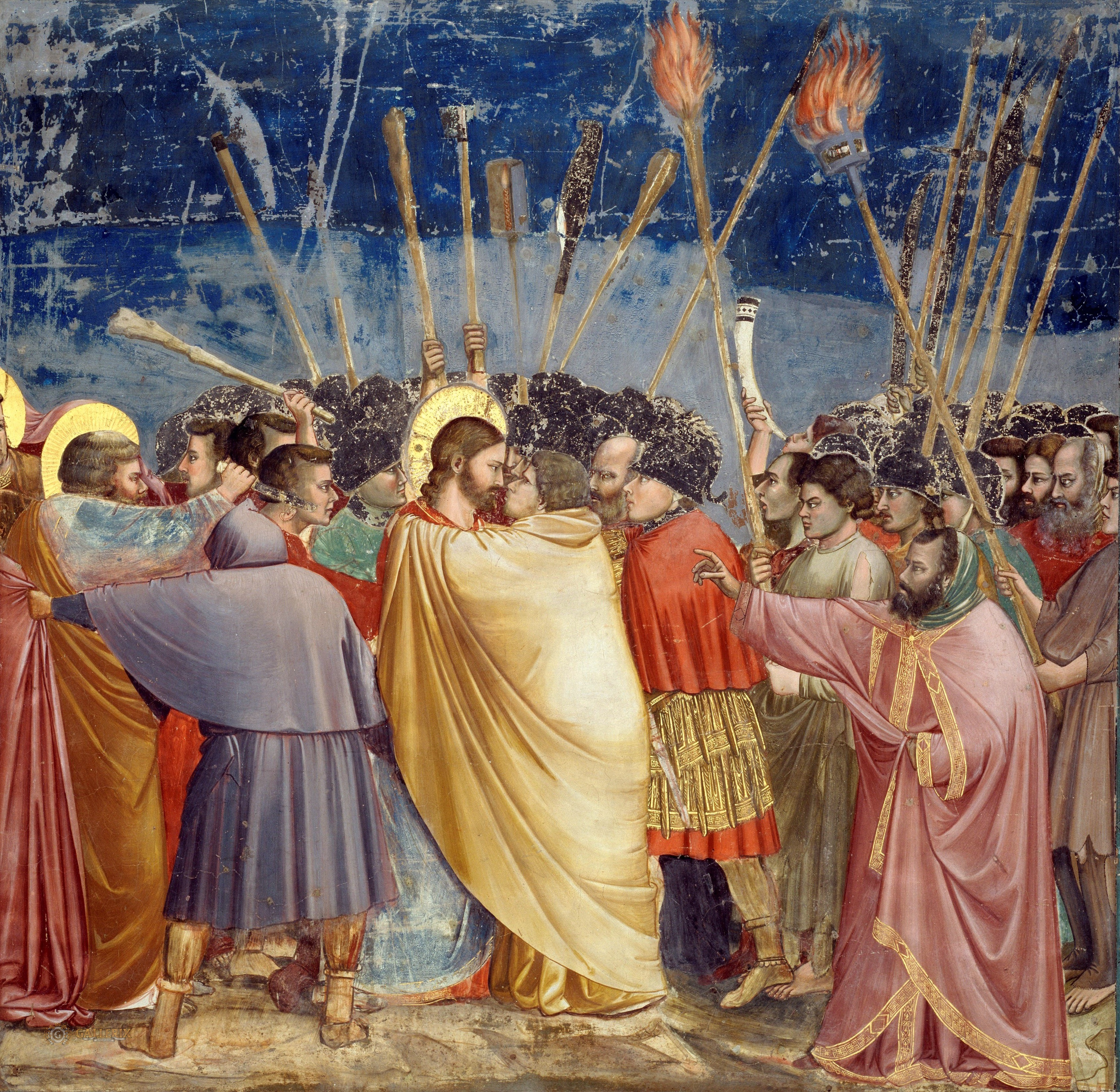
Sărutul lui Iuda, de Giotto di Bondone

Iuda Iscariotul sau Iuda Iscarioteanul (n.  ?, Provincia Iudeea, Imperiul Roman – d. anii 30 d.Hr., Ierusalim, Palestina romană⁠(d)) a fost, conform evangheliilor din Noul Testament, unul din cei doisprezece apostoli aleși de Isus să domnească peste triburile lui Israel în Împărăția lui Dumnezeu (Matei 19:28). Numele de „Iscariot” (Ioan 6:71) ar indica fie proveniența sa din satul Karioth (cca 25 km sud-est de Hebron), fie apartenența sa la grupul revoluționar al sicarilor. El este, în general, un simbol al trădării.

## Relatări despre viața și moartea lui Iuda
Conform Evangheliei după Matei, Iuda l-a trădat pe Isus pentru 30 monede de argint.
După răstignirea lui Isus, regretând fapta, a aruncat cele 30 monede în incinta Templului lui Irod din Ierusalim (Matei 27:5), după care s-ar fi spânzurat de un copac numit de atunci „copacul lui Iuda” (lat. „Cercis siliquastrum”). Oamenii Marelui Preot Caiafa (Kaiphas) ar fi cumpărat cu acei bani hotarul de pământ „Hakeldama”, folosit ca cimitir pentru străinii decedați în Ierusalim (terenul ar fi fost situat la sud de Valea Hinnom și de vechea cetate a Ierusalimului).
Relatarea din Evanghelia după Matei diferă de cea din Faptele Apostolilor conform căreia Iuda a crăpat în două, iar locul în care a fost înmormântat a fost cumpărat de Iuda însuși, nu de preoți. Existența acestor descrieri contradictorii ale morții lui Iuda a produs probleme pentru cercetătorii care priveau textul biblic ad litteram. Această problemă l-a determinat pe C. S. Lewis să respingă ideea că „orice afirmație din Scriptură trebuie să fie adevăr istoric.” Mai multe încercări de a armoniza Biblia au fost făcute, cum ar fi cea a lui Augustin de Hipona, conform căruia Iuda s-ar fi spânzurat pe un câmp, frânghia s-a rupt mai târziu, iar din cauza căderii corpul său s-a rupt în două, sau că relatările din Faptele Apostolilor se referă la două evenimente diferite.
Majoritatea cercetătorilor moderni sunt de acord că este vorba de o contradicție care nu poate fi reconciliată. Cercetătorii sunt de acord ca autorul Evangheliei după Matei a ținut o expunere midrașică pentru a prezenta evenimentul drept împlinire a profețiilor din Biblia ebraică. Ei susțin că autorul a adăugat detalii imaginare, cum ar fi cei treizeci de arginți și faptul că Iuda s-ar fi spânzurat, unei tradiții mai vechi despre moartea lui Iuda.

## Evanghelia după Iuda
El este personajul central al Evangheliei după Iuda, care conform lui Bart Ehrman nu este Evanghelia după Iuda, ci Evanghelia despre Iuda, adică vestea cea bună despre Iuda.
Conform acestei evanghelii Iuda a fost discipolul care a înțeles cine este de fapt Isus, fiind discipolul preferat de El (Iuda nefiind ca cei unsprezece, care erau plini de toate imoralitățile), și a făcut voia lui Isus dându-l pe mâna autorităților care i-au ucis trupul, eliberându-l astfel pentru a se întoarce în Împărăția lui Barbelo (Mama Divină).
Conform evangheliei, nu moartea lui Isus ne mântuiește, ci cunoașterea secretă comunicată de Isus lui Iuda.
Evanghelia după Iuda este produsul unui autor cu înclinații gnostice din cel de-al doilea secol d. Hr. Nu este vorba despre relatarea vreunui martor ocular, nici nu este scrisă de Iuda Iscarioteanul. În contrast, Evangheliile canonice au fost scrise în primul secol d.Hr. și, cel puțin două dintre ele au fost atribuite de către tradiția creștină unor martori oculari. Cele patru evanghelii canonice nu au fost scrise de martori direcți la evenimentele relatate, iar ele nici măcar nu susțin că ar fi scrise de martori direcți la acele evenimente.